# Altura, Castellón
Altura là một đô thị trong tỉnh Castellón, Cộng đồng Valencia, Tây Ban Nha. Đô thị Altura có diện tích 129,5 km², dân số theo điều tra năm 2010 của Viện thống kê quốc gia Tây Ban Nha là 3949 người. Đô thị Altura nằm ở khu vực có độ cao 391 mét trên mực nước biển. Cự ly so với Valencia là 57 km.